# Fjodor Petrowitsch Tolstoi

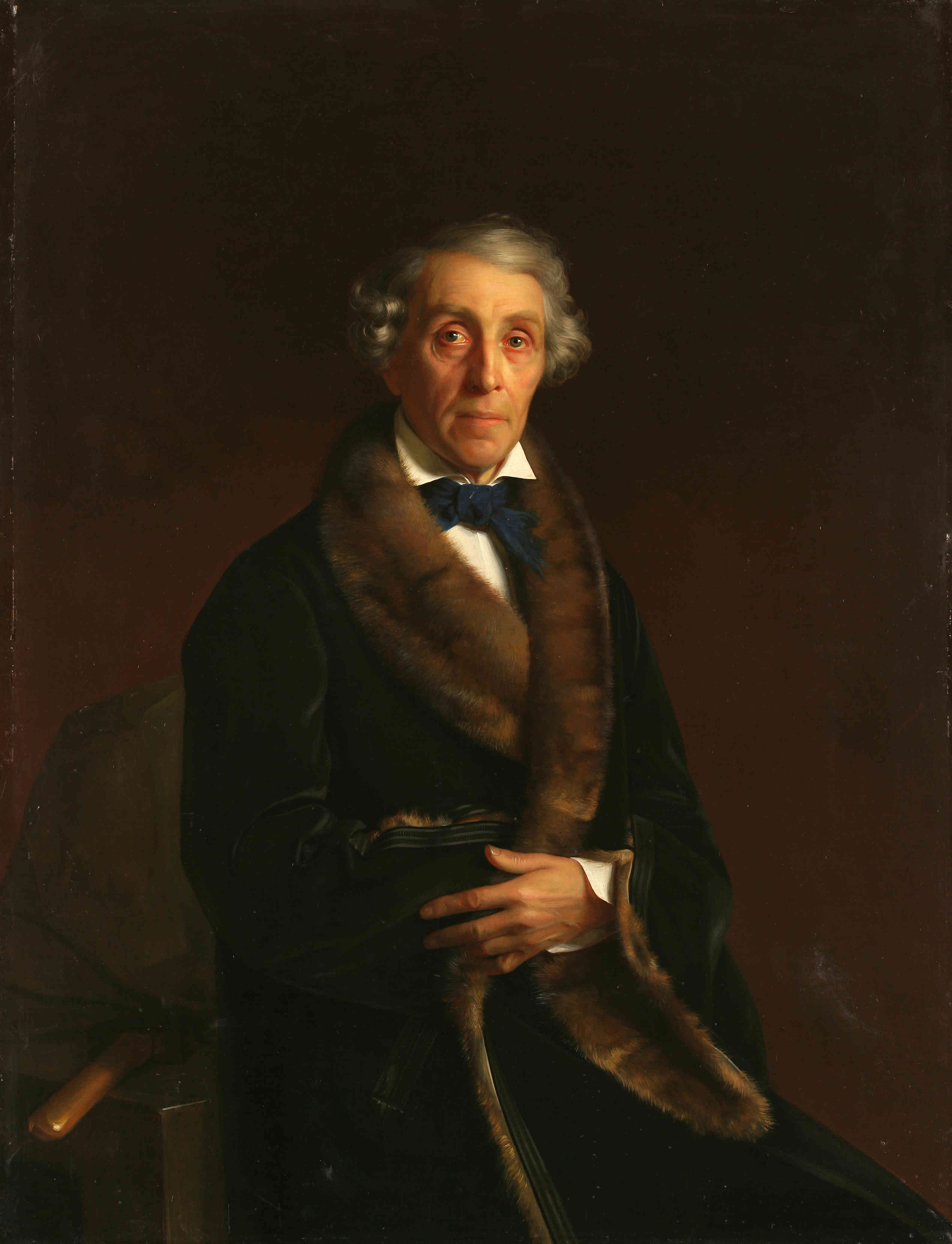
Fjodor Petrowitsch Tolstoi

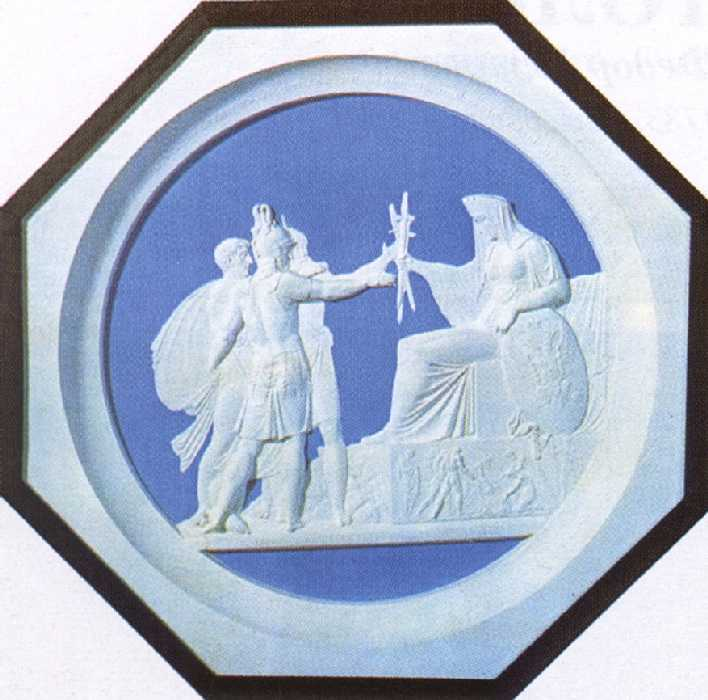
Tolstois Wachsrelief Das Volksheer von 1812

Graf Fjodor Petrowitsch Tolstoi (russisch Фёдор Петрович Толстой; * 10. Februarjul. / 21. Februar 1783greg. in Sankt Petersburg; † 13. Apriljul. / 25. April 1873greg. ebenda) war ein russischer Maler, Zeichner und Bildhauer des 19. Jahrhunderts.
Er schloss 1802 eine Militärschule der Kaiserlich-Russischen Marine in Sankt Petersburg ab. Zu dieser Zeit interessierte er sich zunehmend für Kunst und wurde Gasthörer an der Staatlichen Kunstakademie. 1804 verließ er die Streitkräfte und widmete sich seitdem der Malerei. Besonders aktiv wirkte Tolstoi in nicht-traditionellen Bereichen mit, so schuf er Reliefs aus Wachs, kleinere Porträts sowie Medaillen. 1810 erhielt er eine feste Anstellung an der Petersburger Münzprägeanstalt, wo er unter anderem Medaillen mit Motiven des Vaterländischen Krieges von 1812 schuf.
1828 wurde er Vize-Präsident der Kunstakademie, 14 Jahre später Professor. Als Bildhauer wirkte er unter anderem in Moskau bei der architektonischen Gestaltung der Christ-Erlöser-Kathedrale mit.
Tolstoi war 1857 aktiv an der Entlassung Taras Schewtschenkos aus der Verbannung beteiligt.
Fjodor Petrowitsch Tolstoi war ein Cousin des skandalträchtigen Offiziers und Abenteurers Fjodor Iwanowitsch Tolstoi. Tolstois Tochter Jekaterina Junge war eine Porträt-, Genre- und Landschaftsmalerin. Die Dichterin Anna Barykowa war eine Enkelin Tolstois.